# Trützschler (Adelsgeschlecht)

Wappen derer von Trützschler

Die Familie Trützschler, von Trützschler, in einer Linie auch Trützschler von Falkenstein, ist ein vogtländisches und meißnisches Adelsgeschlecht.

## Herkunft und Verbreitung
Vogtländischer Uradel, der bereits um 1122 (vgl. Limmer, urkundliche Geschichte des Vogtlandes, Bd. I) erwähnt wird und mit Hilprant Truezeler zu Straßberg b. Plauen 1284 urkundlich (vergleiche v. Mansberg, Erbarmannschaft Wettin. Lande, Bd. I) erscheint. Die Stammreihe beginnt mit Conrad, gest. 1322; Hans Troczeler, gest. vor 1412, wird 20. Januar 1400 mit der Vogtei Falkenstein belehnt.
Schon im 13./14. Jahrhundert sind die von Trützschler als Ministeriale/Burgmannen auf Burg Crimmitschau (Burg Schweinsburg) im Dienste der edelfreien  Herren von Schönburg belegt. Nach Otto Posse besaßen sie hier den Ort Schiedel bei Crimmitschau.
Die Herren „Trützschler von Eichelberg“ besitzen von 1450 bis 1632 Rittergut und Burg Stein bei Hartenstein. Sie lassen hier die neue Unterburg errichten. 1632 erlischt diese Linie, so dass Burg Stein als erledigtes schönburgisches Lehen an die Herren von Schönburg zurückfällt.
In der Flur des heutigen Glauchau befand sich bis nach 1800 zwischen Glauchau und Niederlungwitz das Rittergut Elzenberg, welches heute nicht mehr existiert. Auf einer Glauchauer Karte (Astersche Meilenblätter) ist es um 1800 noch eingezeichnet. Übrig blieb davon scheinbar eine Försterei – mutmaßlich an gleicher Stelle- nahe der heutigen „Elzenbergstraße“. Dieses Rittergut wurde früher auch „in der altz“ betitelt. Es gehörte denen von Trützschler, bis im Jahre 1569 Moritz von Trützschler es an die Herren von Schönburg verkaufte. Zugehörig waren auch Einkünfte aus den Orten Dennheritz und Seiferitz. Die Straße „Am Trützschler“ erinnert noch heute an den Besitz dieser Familie in Glauchau.
Die beiden Hauptlinien der Familie saßen auf Falkenstein im Vogtland und Oberlauterbach. In der dortigen Pfarrkirche findet sich ein Grabstein des Johann Georg Trützschler († 1725). Zur Grundherrschaft gehörten Güter und Vorwerke in Dorfstadt, Ellefeld und Neudorf. Eine Ende des 18. Jahrhunderts erloschene Seitenlinie saß auf Gattendorf. Der Familie stand die niedere und auch die hohe Gerichtsbarkeit innerhalb ihrer Herrschaft zu. Sie bekleideten bedeutende Positionen in Kirche, Verwaltung und im Militär. Sie wurde am 5. Januar 1900 in den königlich sächsischen Freiherrenstand als „von Trützscheler Freiherr zum Falkenstein“ erhoben.
Auch in Berlin hatte sich eine Linie der Trützschler von Falkenstein entwickelt. Speziell Carl Louis Freiherr (1824–1891) erwarb in dem Berliner Vorort Johannisthal (heute Ortsteil Berlin-Johannisthal) Grundbesitz, gründete eine Baugesellschaft und verfolgte das Ziel, hier ein Villenviertel anlegen zu lassen. Sein Engagement wurde durch die Vergabe eines Straßennamens durch die Verwaltung geehrt.

„Die Feststellung der älteren Genealogie trifft insofern auf große Schwierigkeiten, als gleichzeitig noch eine Familie Trützschler existierte, die jedoch als Wappen einen silbernen Eichbaum auf rothem Berge im blauen Schilde führte, und deshalb auch zuweilen Trützschler von Eichelberg genannt wurde. Diese saß auf dem Schlosse Stein an der Mulde, hatte Besitzungen in der Umgegend von Glauchau und Krimmitzschau, auf letzterem Schlosse auch das Burgmannenamt, erwarb später auch Güter im Voigtlande und wird vielfach schon im 13. Jahrh. urkundlich erwähnt, erlosch aber im J. 1632 mit Hildebrand Eichelberg von Trützschler, auf Stein, sowie Schneckengrün und Christgrün im Voigtlande. Zu dieser Zeit bestanden Beziehungen zwischen den beiden Familien, die auf eine Stammverwandtschaft schließen ließen, nicht, ob sie dennoch eines Ursprunges sind, wogegen allerdings die Verschiedenheit der Wappen spricht, muß dahin gestellt bleiben, jedenfalls hätte alsdann eine Trennung der Linien schon vor dem J. 1400 stattgefunden.“

## Übersicht einer Teilstammfolge
- Hildebrand Trützschler, seit 1509 bezeugt, offenbar auf Falkenstein wohnend, mit unversöhnlicher Haltung gegenüber seinen aufständischen, erbuntertänigen Bauern. Er hatte 1531–1537 Irrungen mit den Gebrüdern Georg Trütschler zu Falkenstein und Wilhelm Trütschler zu Ellefeld, seinen Vettern. Zunächst wegen zweier den Vettern überlassener Harnische, danach wegen der Teilung von Wäldern, Gewässern, Bergwerken und Gerichten; er war in 1. Ehe mit einer von Machwitz, in 2. Ehe mit Eva Maria von der Mosel verehelicht.
- Caspar Trützschler, erscheint zuerst 1541 zu Oberlauterbach, dessen Vorbesitzer Hildebrand Trütschler zuletzt 1537 bezeugt wurde. Er war 1544 bei Plauen im Vogtland an einer bewaffneten Auseinandersetzung junger Adeliger beteiligt und befand sich 1545 und 1546 wegen Mordes und Landfriedensbruch in Torgau in Gefangenschaft. Er wurde 1551 mit der Hälfte des Schlosses Falkenstein und dazu gehörigem Grundbesitz belehnt. 1592 kaufte er Dorfstadt und 1597 Bergen. Er verstarb zwischen 1597 und 1600, war in 1. Ehe verehelicht mit Barbara von Weißenbach; in 2. Ehe 1545 mit Margarethe von Trützschler.
- Georg Abraham d. Ä. von Trützschler, 1600 nach seinem Großvater Caspar Trützschler mit Anteilen an Falkenstein, Dorfstadt und Bergen, 1619 auch mit Anteilen an Oberlauterbach belehnt. Er kaufte 1626 das Rittergut Mühlberg, östlich von Falkenstein in der Gemarkung Ellefeld. Er wurde am 21. Januar 1630 in Falkenstein zu Grabe gelegt und hatte in Treuen, südlich von Reichenbach am 10. November 1608 Helena von Feilitsch geheiratet.
- Georg Abraham d. J. von Trützschler. Er erhielt aus dem Erbe des Vaters 1637  3/4 Anteile an dem Gut Bergen, westlich Falkenstein, 1653 verkaufte er seinen Anteil an Oberlauterbach an seine Mutter und erwarb dafür deren Anteil an Dorfstadt, nordwestlich von Falkenstein, veräußerte diesen jedoch 1659 und kaufte im gleichen Jahr das Gut Hartmannsgrün. Am 23. Januar 1638 ehelichte er Anna Maria von Kommerstädt, am 16. Februar 1675 wurde er in Falkenstein zu Grabe gelegt.
- Hans Heinrich von Trützschler (1658–1734). Er war beim Tode des Vaters noch unmündig, war 1660 Student an der Universität Leipzig, erhielt 1675 Indult, 1677 in der Erbsonderung die gesamte Hand an Hartmannsgrün, nordöstlich von Ölsnitz. 1683 überließ es seine Anrechte seinen Brüdern, erwarb 1699 für 20.000 Gulden das Rittergut Berbisdorf von seiner Ehefrau Johanna Sophia Zeidler genannt Hofmann, der dieses Gut 1680 als Erbe zugefallen war. Er war 1680 kurfürstlich sächsischer Kammerjunker, 1699 Kammer- und Bergrat und 1734 Geheimer Rat. Bildnisse des Ehepaares haben sich in der Kirche von Bloßwitz, heute ein Ortsteil von Stauchitz erhalten.
- Heinrich Ernst von Trützschler, 1700 Student an der Universität Leipzig. Nach seiner Mutter 1734 mit Bloßwitz-Ragewitz und Bloßwitz-Grubnitz, beide südwestlich von Riesa, 1735 mit Berbisdorf belehnt, war kurfürstlich sächsischer Kammerjunker und sächsisch-merseburgischer Hof- und Justizrat und danach Hofmarschall. Er wurde am 22. Mai 1681 in Berbisdorf geboren, hat sich dort am 28. August 1712 mit Christiane Erdmuthe von Burkersroda verehelicht und ist im Schloss Berbisdorf am 25. April 1761 verstorben.
- Charlotte Christine von Trützschler (* Merseburg 12. März 1718, verstorben nach dem 17. Juni 1785), ehelichte auf Schloss Berbisdorf bei Radeburg am 25. November 1786 Magnus Heinrich von Lüttichau d. J.

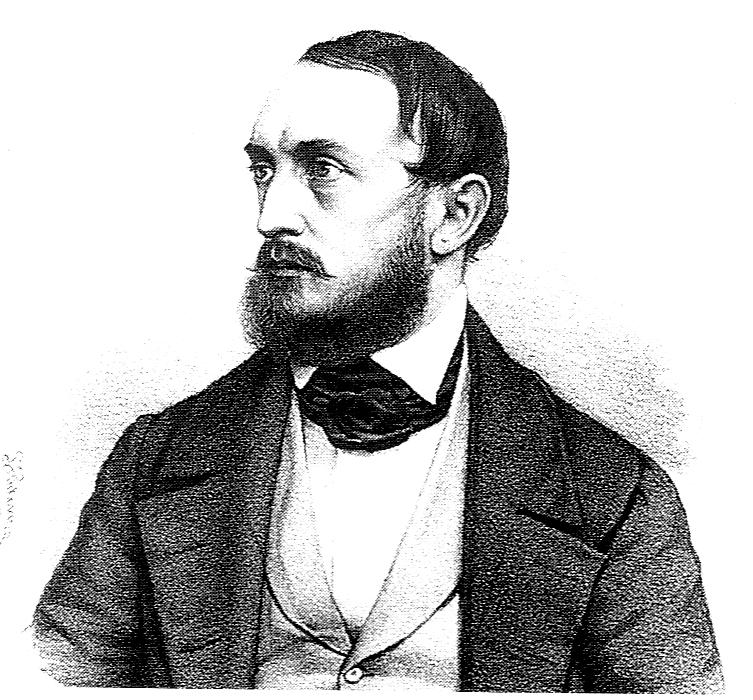
Wilhelm Adolph von Trützschler

## Burgen, Schlösser und Güter

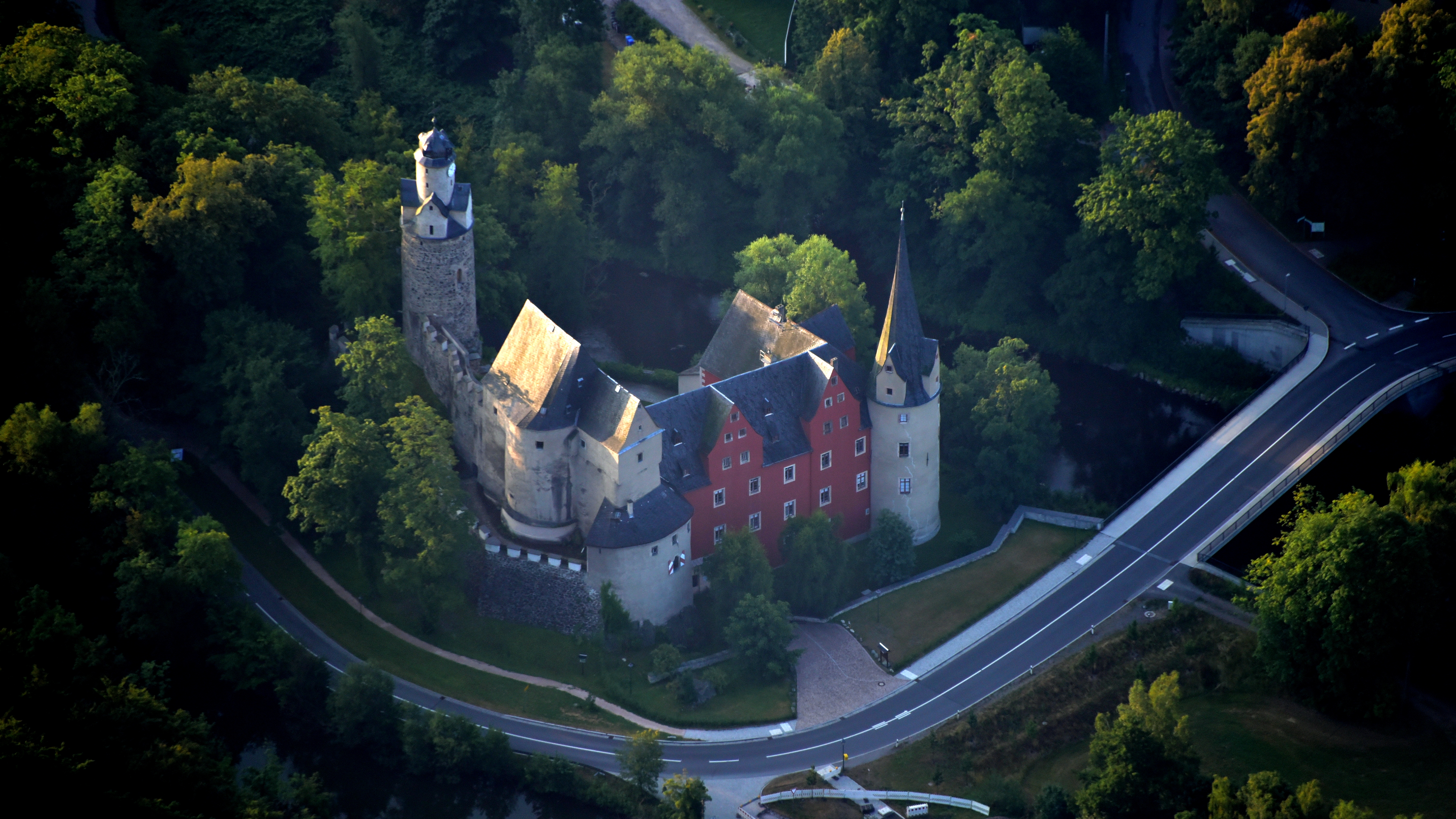
Burg Stein bei Hartenstein mit der Unterburg(rot getüncht)
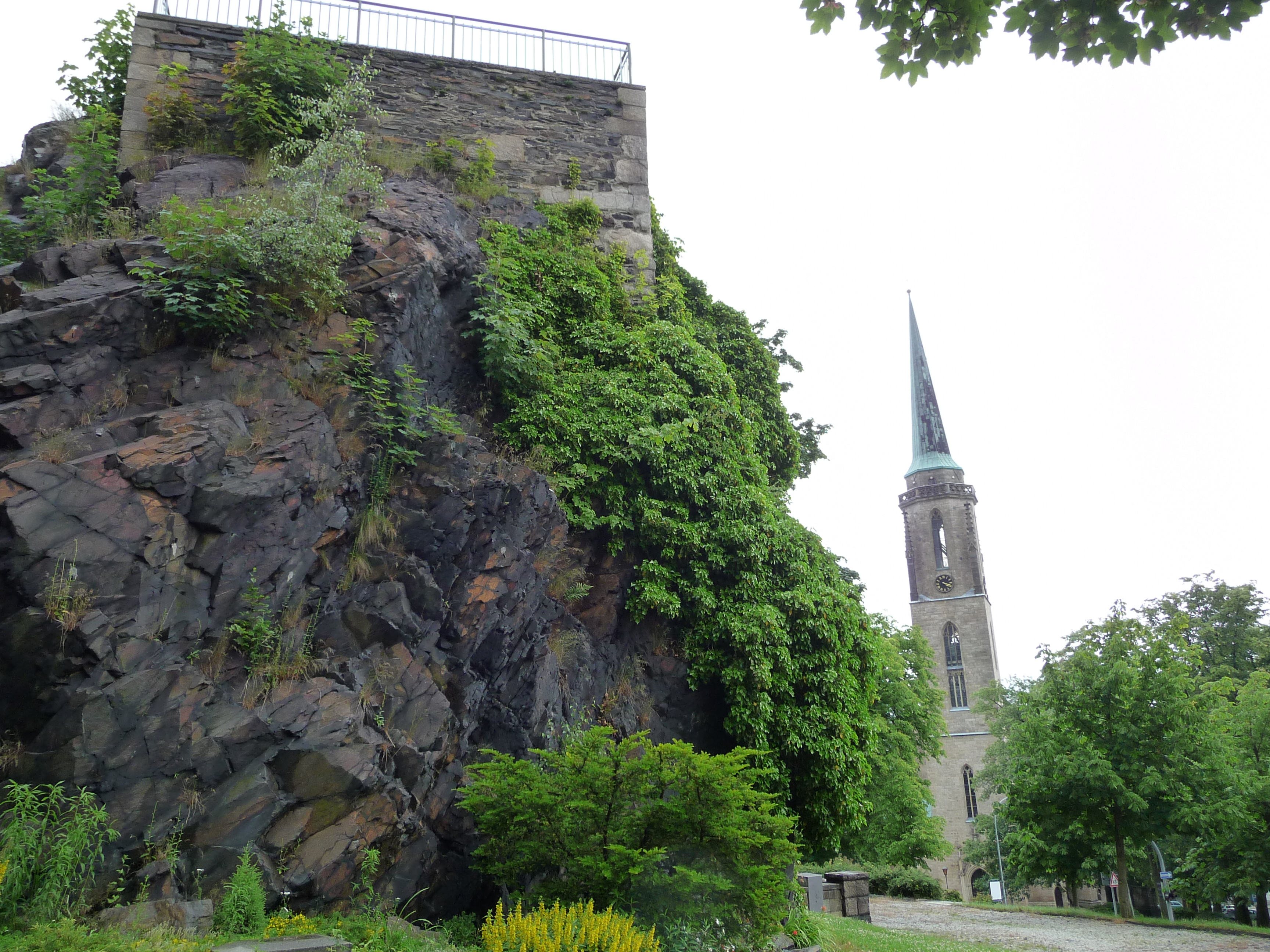
Burgfelsen mit Mauerresten der Burg Falkenstein im Vogtland
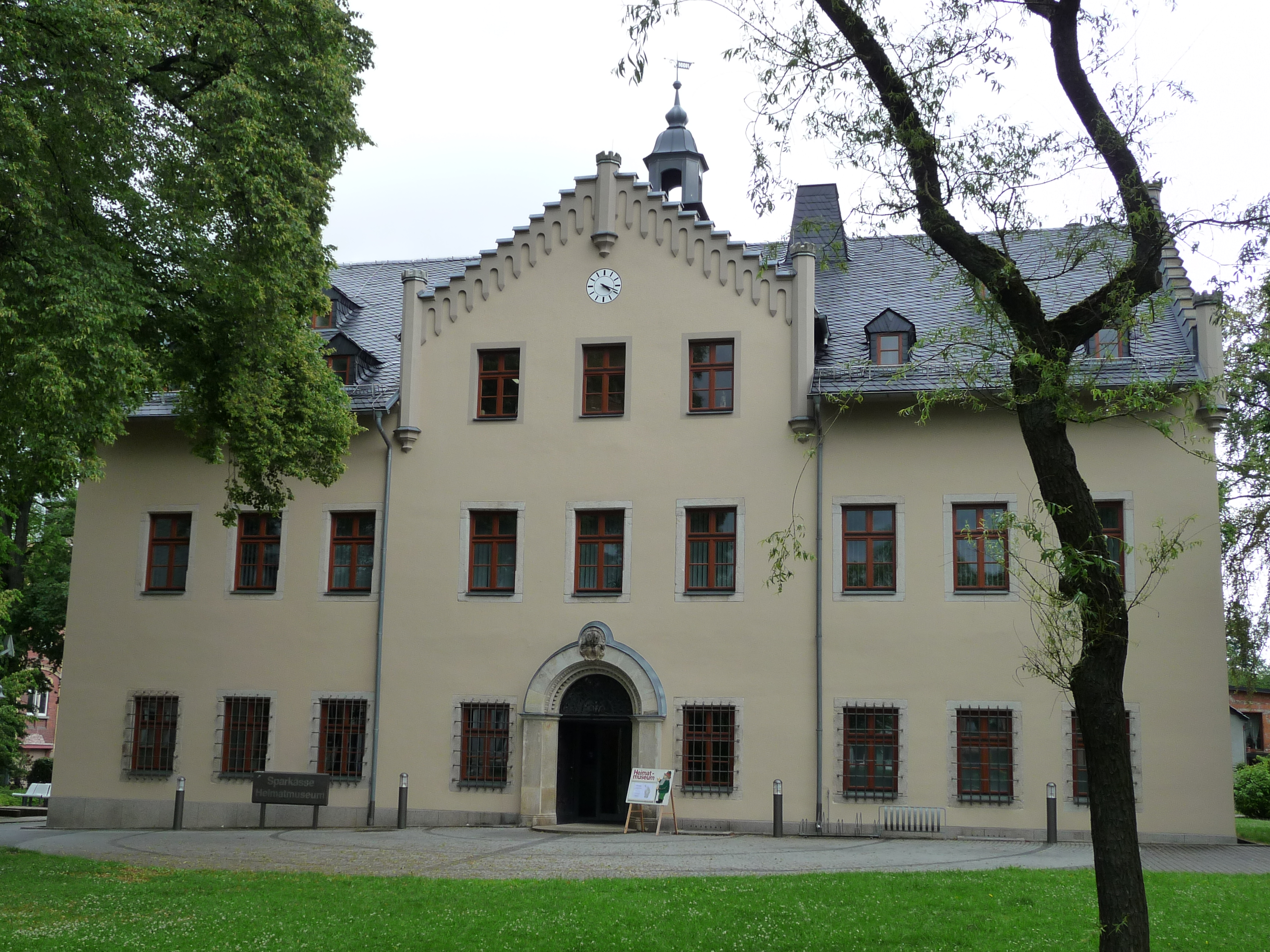
Schloss Falkenstein im Vogtland
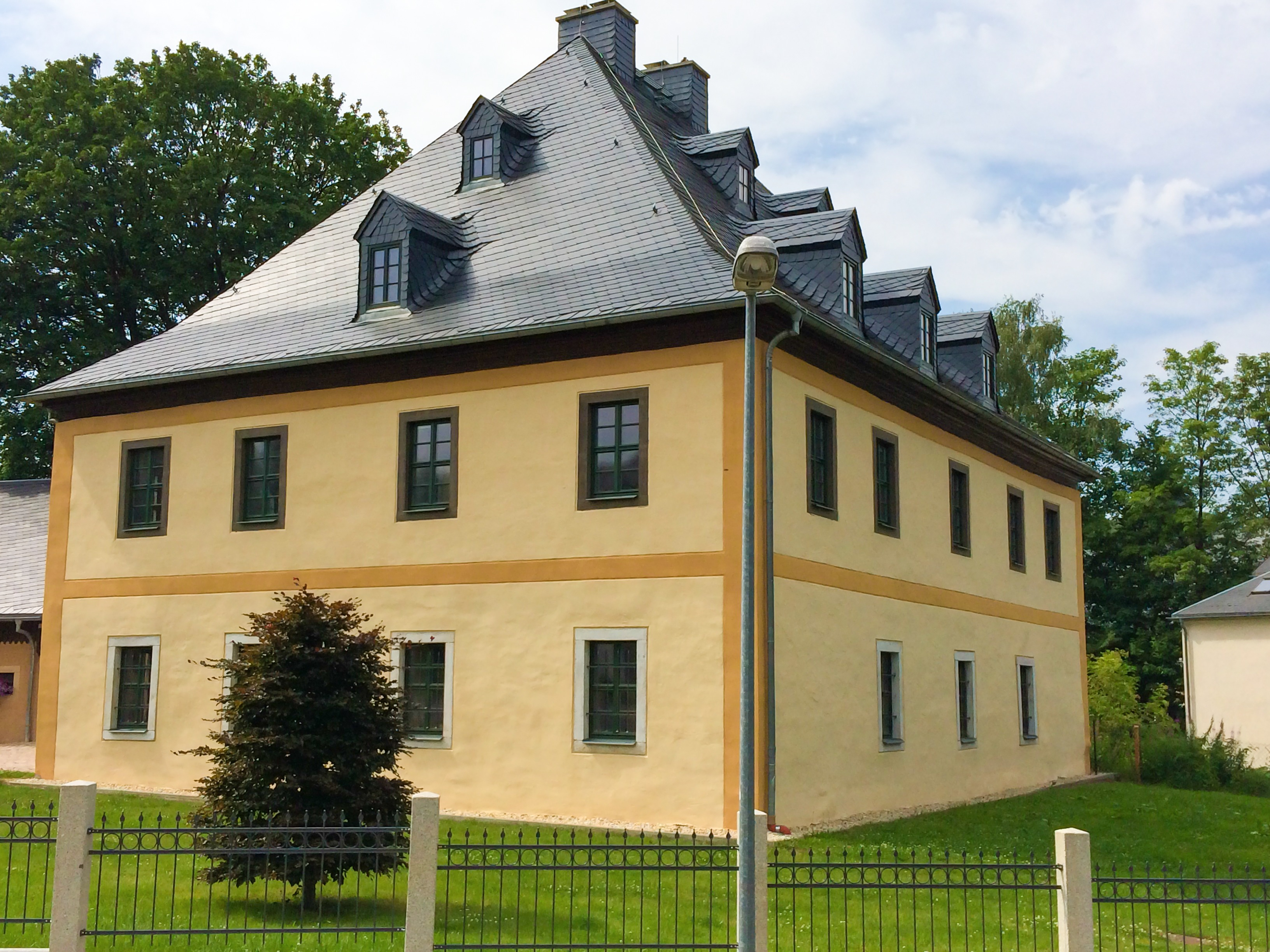
Barockes „Oberes Schloss“ (von 1710) in Ellefeld im Vogtland, (Hammerbrücker Straße 4)
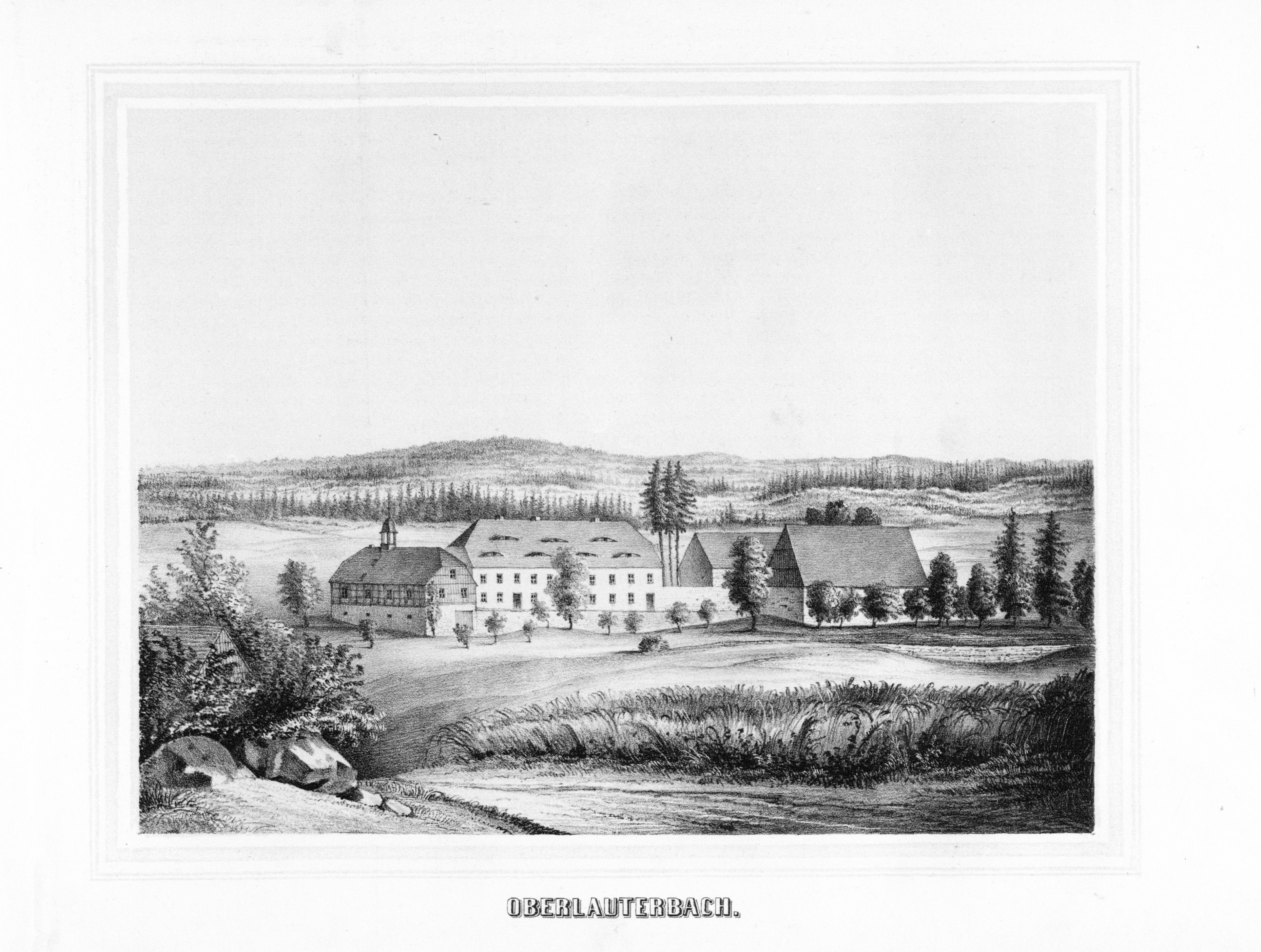
Rittergut Oberlauterbach – auch: „Hermannsches Gut“ – bei Falkenstein im Vogtland, spätestens 1859
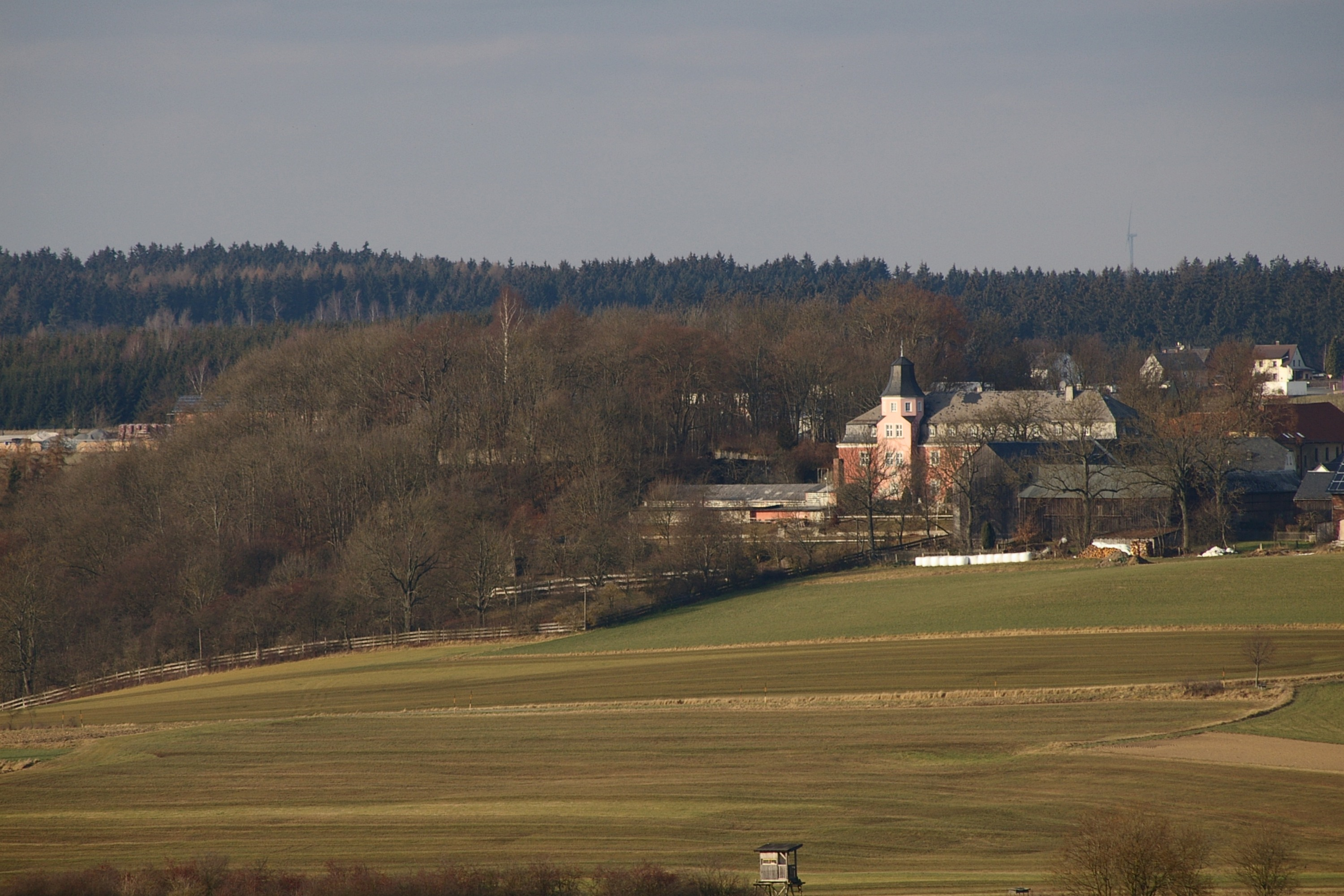
Schloss Gattendorf

## Bekannte Familienmitglieder
- Karl Trützschler von Falkenstein (1786–1866), preußischer Generalleutnant
- Carl Graf von Zedlitz gen. Trützschler von Falkenstein (1800–1880), preußischer Verwaltungsbeamter, Landrat und Regierungspräsident
- Wilhelm Adolph von Trützschler (1818–1849), deutscher Politiker
- Konrad von Trützschler (1830–1907), deutscher Rittergutsbesitzer und Politiker
- Konrad von Trützschler (1850), Generalmajor,[7] auf Schloss Dolzig
- Otto Trützschler von Falkenstein (1855–1922), preußischer Generalmajor
- Heinz Trützschler von Falkenstein (1902–1971), Botschafter
- Eugenie Trützschler von Falkenstein (* 1950), Politologin und Lehrerin
- Joachim Trützschler von Falkenstein (* 1943) Kommunalpolitiker, Unternehmer

## Wappen
Das Stammwappen zeigt in Gold einen schwarzen Schrägrechtsbalken. Auf dem Helm mit schwarz-goldenen Decken ein schwarzgekleideter Mannesrumpf zwischen einem wie der Schild bezeichneten offenem Flug.

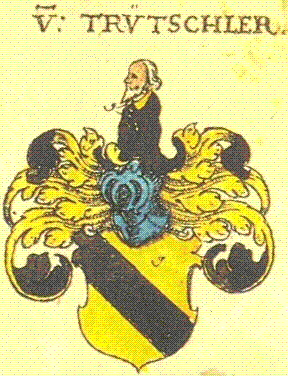
Familienwappen in Johann Siebmachers Wappenbuch 1605
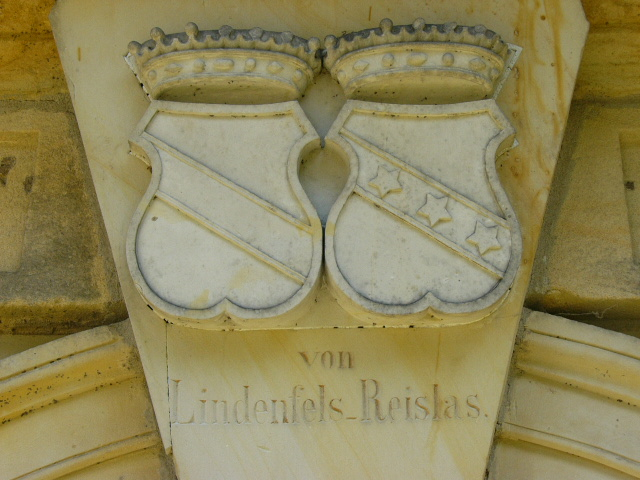
Wappen derer von Trützschler und derer von Lindenfels auf dem Bayreuther Stadtfriedhof